# Pseudapoderus aethiopicus
Pseudapoderus aethiopicus es una especie de coleóptero de la familia Attelabidae.

## Distribución geográfica
Habita en Etiopía.